# Marco Mancosu
Marco Mancosu (Cagliari, 22 de agosto de 1988) es un futbolista italiano que juega de centrocampista en la Cagliari Calcio de la Serie A.
Debutó en la Serie A en la temporada 2006-07 de la mano del Cagliari Calcio.

## Selección nacional
Mancosu fue internacional sub-16, sub-17, sub-19, sub-20 y sub-21 con la selección de fútbol de Italia.

## Clubes
| Club                  | País   | Año       |
| --------------------- | ------ | --------- |
| Cagliari Calcio       | Italia | 2007-2010 |
| Rimini (cedido)       | Italia | 2008-2009 |
| Empoli F. C. (cedido) | Italia | 2009-2010 |
| US Siracusa           | Italia | 2010-2011 |
| Cagliari Calcio       | Italia | 2011-2012 |
| US Siracusa (cedido)  | Italia | 2011-2012 |
| Benevento Calcio      | Italia | 2012-2014 |
| Casertana F. C.       | Italia | 2014-2016 |
| U. S. Lecce           | Italia | 2016-2021 |
| S. P. A. L.           | Italia | 2021-2022 |
| Cagliari Calcio       | Italia | 2022-     |